# Grič (gmina Kostanjevica na Krki)
Grič – wieś w Słowenii, w gminie Kostanjevica na Krki. W 2018 roku liczyła 32 mieszkańców.